# Blattoidea
Blattoidea è un raggruppamento di Insetti inquadrato al rango di sezione nel superordine dei Polyneoptera (Pterygota Neoptera). Questo inquadramento sistematico non è condiviso da diversi autori.
Comprende gli ordini Blattodea, Isoptera, Mantodea e Zoraptera. Alcuni schemi tassonomici riuniscono i primi tre nell'unico ordine dei Dictyoptera.